# ITU G.992.5 Annex M
| POTS/ISDN باند محافظ (Guard Band) آپلود دانلود در ADSL/ADSL2 نرخ دانلود اضافی در ADSL2+ |

طرح معمول استانداردهای ADSL به همراه ضمیمه‌ها (annexe)

ضمیمهٔ M یک ویژگی اختیاری در توصیه‌نامه‌های بخش استانداردسازی اتحادیه بین‌المللی مخابرات یعنی G.992.3 و G.992.5 است که به آن ADSL2 M و ADSL2 + M نیز گفته می‌شود. این ویژگی قابلیت بیت‌های آپلود سیستم قبلی (یعنی Annex A) را بیش از دو برابر افزایش می‌دهد. نرخ داده می‌تواند بسته به فاصله DSLAM تا محل مشتری، به ۱۲ الی ۲۴ مگابیت در دانلود و ۳ مگابیت در آپلود برسد.
تفاوت اصلی بین این مشخصات و ضمیمهٔ A در این است که تقسیم فرکانسی دانلود/آپلود از ۱۳۸ کیلوهرتز به ۲۷۶ کیلو هرتز تغییر یافته‌است که اجازه می‌دهد پهنای باند آپلود با کاهش پهنای باند دانلود، از ۱٫۴ به ۳٫۳ مگابیت برسد.